# Mas Guinardó
El Mas Guinardó és una masia que dona nom al barri homònim de Barcelona, catalogada com a bé amb elements d'interès (categoria C). Actualment hi ha el Casal d'Entitats Mas Guinardó.

## Història
La seva situació estratègica ha donat peu a moltes llegendes com la del bandoler osonenc Perot Rocaguinarda que, segons es diu, va viure un temps pel Guinardó abans d'embarcar com a capità dels terços castellans cap a Nàpols. Segons la tradició, el mas va ser habitat per Joan Josep d'Àustria, on rebé els consellers de Barcelona el 1652 per tal de pactar la capitulació de la ciutat. El que sí que està documentat és el fet que l'indret -per la seva estratègica situació- serví de talaia per adirigir les operacions del setge de Barcelona de 1713-1714 durant la Guerra de Successió.
El 1894, va ser adquirit per Salvador Riera i Giralt, que el 1896 feu el mateix amb el mas Viladomat (a la cantonada de la Rambla Volart amb el carrer de Sant Antoni Maria Claret, avui desaparegut) i el 1897 s'aprovà la urbanització de tot aquest territori, segons un projecte del mestre d'obres Pere Bosch. El 1906 es transformà en la seu de l'Associació de Propietaris i Veïns del Guinardó, i s'iniciaren les obres de remodelació de la façana, amb la realització d'estucats modernistes i el coronament central curvilini amb motius florals entre les balustrades del terrat.
A finals dels anys 1980 va ser adquirida i restaurada per l'Ajuntament de Barcelona, segons consta en una placa d'agraïment de Barcelona Activa a la Casa d'Oficis per a la millora de la gestió urbanística per la seva participació en la rehabilitació de l'edifici.

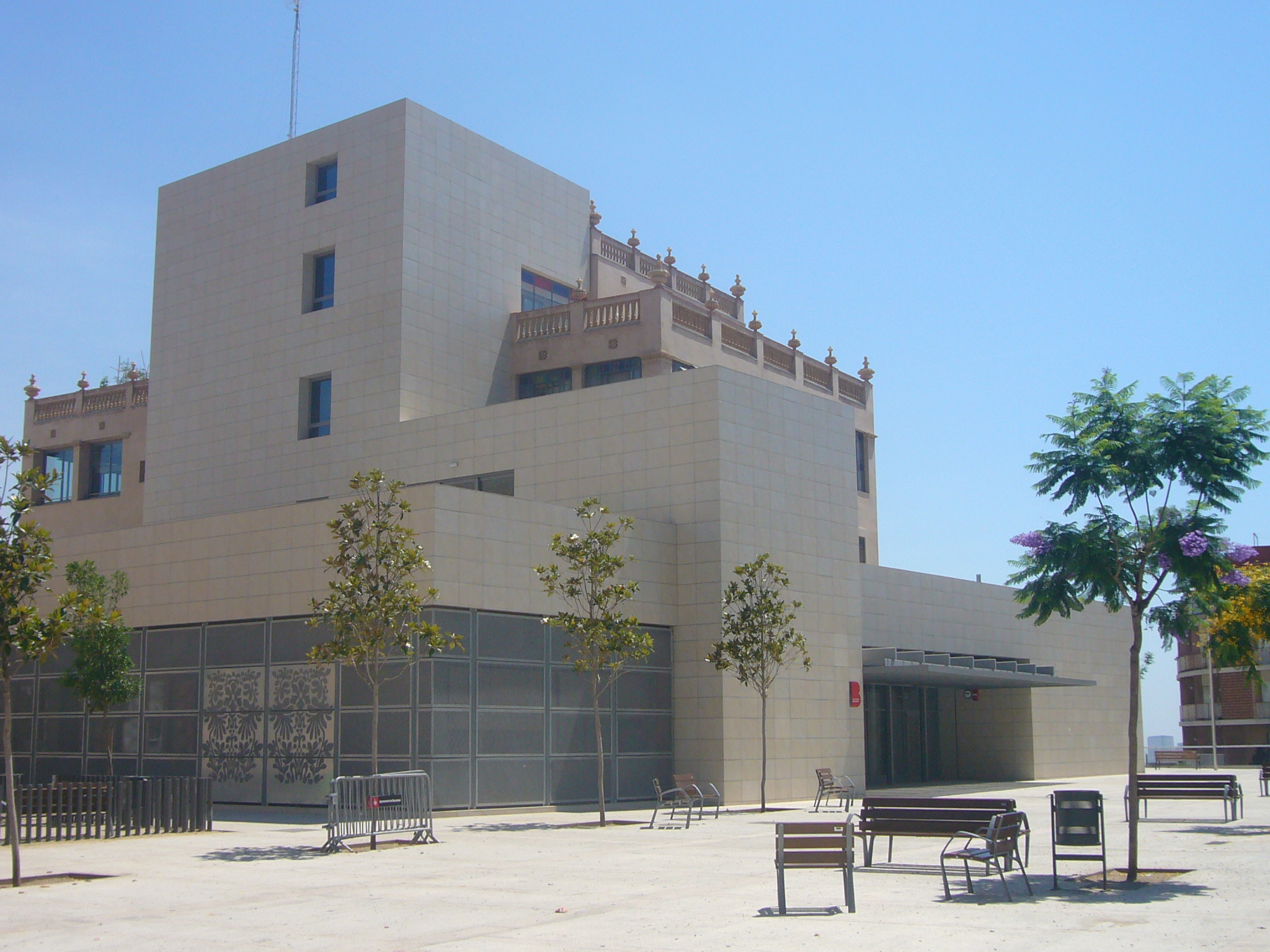
Part posterior reformada de l'edifici

## Descripció
És de planta rectangular i consta de planta baixa i dos pisos, amb dues galeries cobertes a banda i banda del primer pis. Els terrats són protegits amb balustrades, rematades intermitentment per gerros florals. A la façana principal, al centre del primer i del segon pis, hi ha dues balconades amb baranes de ferro, flanquejades per quatre balcons més petits.
La casa està bastida a sobre d'un petit promontori i per tant, sobresurt de les edificacions veïnes. Al davant hi ha una pista esportiva per a ús dels associats.